# 笠間市
笠間市（日语：／ Kasama shi */?）是位於關東地方東北部，茨城縣中部的一個城市。是由舊笠間市、友部町、岩間町在2006年3月19日合併而成。近年來以笠間焼聞名，每年春秋兩季進行的陶器市集吸引了許多觀光客。

## 行政

### 市长
- 市长:山口伸树

### 市议会
- 議長：石﨑勝三
- 副議長：秋原瑞子
- 議員名額：28
- 黨派（议席）：公明党(2)、日本共产党(2)、无党派(23)、社会民主党（1）